# 59-50 v.Chr.
De jaren 59-50 v.Chr. (van de christelijke jaartelling) zijn een decennium in de 1e eeuw v.Chr..

## Belangrijke gebeurtenissen

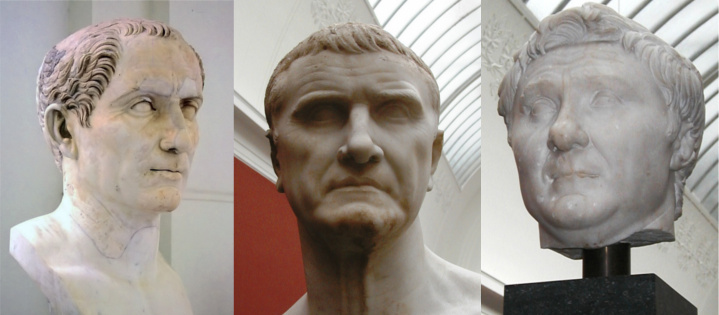
Caesar, Crassus en Pompeius

- 59-53 v.Chr. : Het Eerste triumviraat regeert over de Romeinse Republiek.
- 58-51 v.Chr. : Gallische Oorlog. De Romeinen onder Julius Caesar vallen Gallië, Germanië en Brittannië binnen. Gallië wordt geannexeerd.
- 53 v.Chr. : Slag bij Carrhae. Consul Marcus Licinius Crassus Dives sneuvelt in de Romeins-Parthische Oorlog. Hierbij komt een eind aan het triumviraat.
- In 57 v.Chr. ontstaat er in het Parthische Rijk een strijd om de troonopvolging tussen Orodes II en zijn broer Mithridates III. Als Mithridates in 54 v.Chr. probeert Parthië te veroveren, drijft de Partische veldheer Surenas, die in dienst is van Orodes, hem zozeer in het nauw dat Mithridates zich gedwongen ziet zich over te geven.
- 50 v.Chr. : Julius Caesar schuift zijn kandidatuur naar voor als consul voor het jaar 49 v.Chr.. De Senaat onder invloed van Pompeius weigert.

<< · 59 · 58 · 57 · 56 · 55 · 54 · 53 · 52 · 51 · 50 · >>
<< · 99-90 · 89-80 · 79-70 · 69-60 · 59-50 · 49-40 · 39-30 · 29-20 · 19-10 · 9-1 · >>